# Comunitat de municipis del Mené
La comunitat de municipis del Mené (en bretó Kumuniezh kumunioù ar Menez) és una antiga estructura intercomunal francesa, situada al departament de les Costes d'Armor, a la regió de Bretanya.
Els seus municipis es van fusionar per formar l'1 de gener de 2016 el municipi nou de Mené, fet que va suposar la supressió de la intercomunitat.

## Composició
Agrupa 7 comunes :
1. Collinée
2. Le Gouray
3. Langourla
4. Plessala
5. Saint-Gilles-du-Mené
6. Saint-Gouéno
7. Saint-Jacut-du-Mené